# ジェイコブ・ピアス
ジェイコブ・ピアス（Jacob Pierce、1997年9月10日 - ）は、ジャパンラグビーリーグワン東芝ブレイブルーパス東京に所属するラグビーユニオン選手。

## プロフィール
- ニュージーランド・オークランド出身[1]。
- ポジションはロック (LO)。
- 身長: 201 cm、体重: 106 kg
- 父のスコットはかつて日本の日新製鋼やヤマハ発動機でもプレーした元ラグビー選手[2]。
- U20ニュージーランド代表に選ばれたことがある[3]。

## 来歴
ノースハーバー、ブルーズを経て、2021年、東芝ブレイブルーパス東京に加入。
2022年1月8日に行われたJAPAN RUGBY LEAGUE ONE第1節東京サントリーサンゴリアス戦にて先発出場で日本での公式戦初出場を果たした。

## 受賞歴
- 2022リーグワンベスト15